# Ligamentul colateral medial al articulației talocrurale

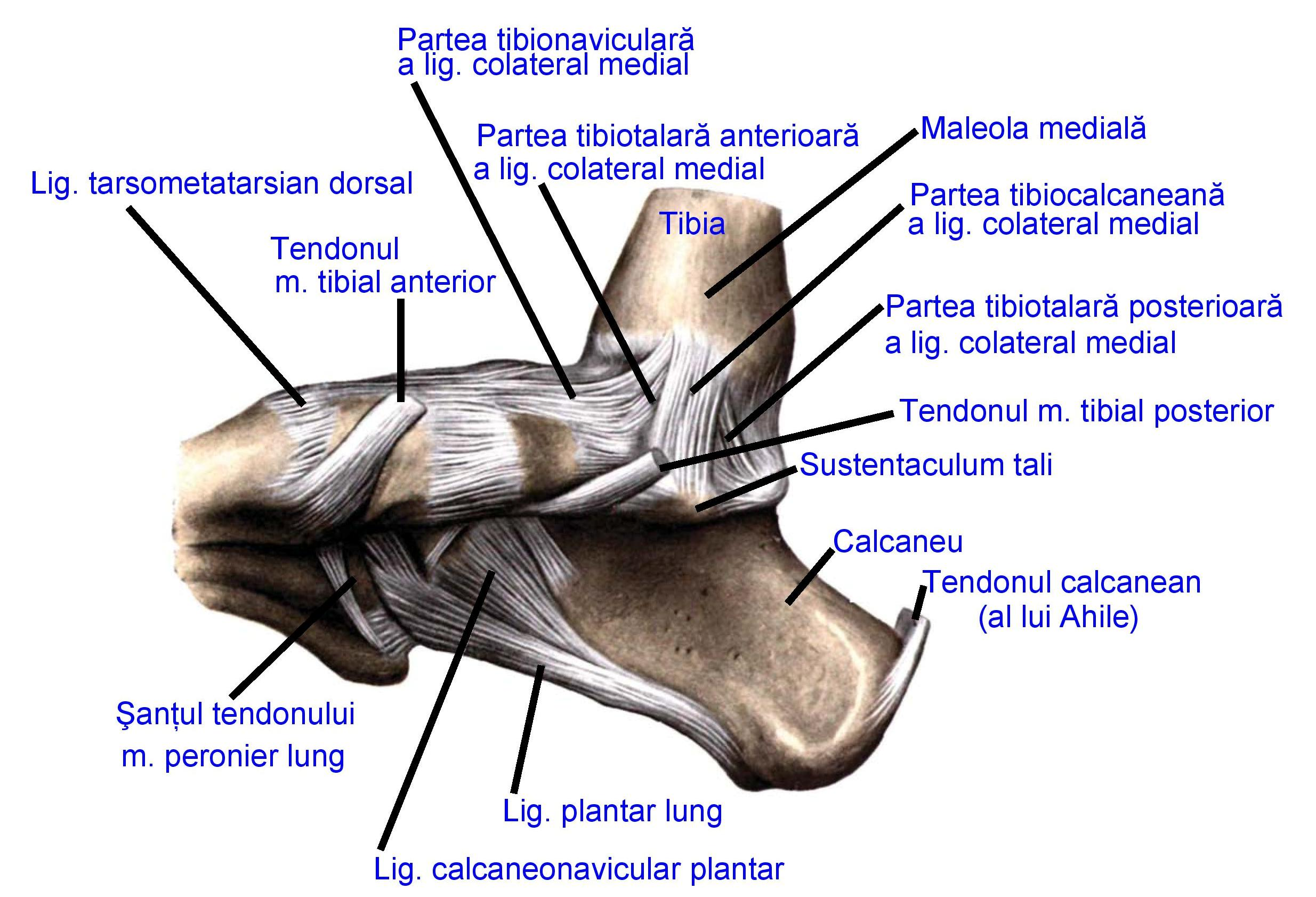
Ligamentele articulaţiilor piciorului drept, văzute medial (după Sobotta's Atlas and Text-book of Human Anatomy 1909)

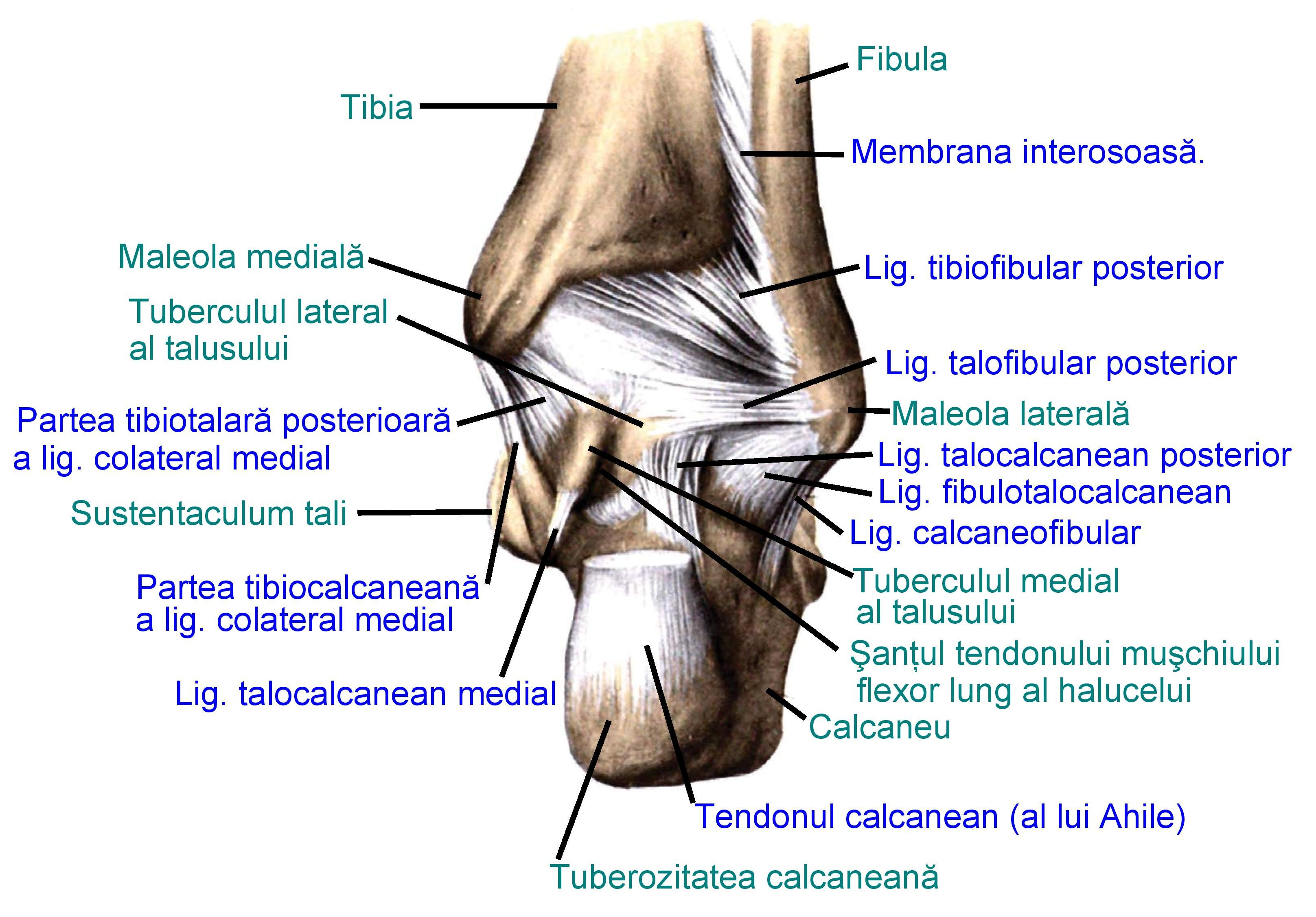
Ligamentele articulaţiilor piciorului drept, văzute posterior (după Sobotta's Atlas and Text-book of Human Anatomy 1909)

Ligamentul colateral medial al articulației talocrurale (Ligamentum collaterale mediale articulationis talocruralis) sau ligamentul medial al articulației talocrurale (Ligamentum mediale articulationis talocruralis) este un ligament compus, mare și puternic, al articulației talocrurale aflat pe partea medială a gleznei. Are forma unui evantai sau a unei lame triunghiulare și de aceea se mai numește și ligament deltoidian al articulației talocrurale (Ligamentum deltoideum articulationis talocruralis). Își are originea superior pe marginile și pe vârful maleolei mediale a tibiei și de acolo se răspândește în evantai în jos la oasele tarsiene posterioare (talus, calcaneu, navicular). În constituția lui intră două straturi: superficial (ligamentul deltoidian propriu-zis) și profund. I se descriu patru părți sau fascicule: tibiotalar anterior, tibionavicular, tibiocalcanean și tibiotalar posterior.
Ligamentul colateral medial este gros și are fibrele dispuse în două straturi: unul superficial (ligamentul deltoidian propriu-zis), altul profund.  Stratul superficial este format din 3 fascicule: fasciculul tibiotalar anterior, fasciculul tibionavicular și fasciculul tibiocalcanean. Stratul superficial al ligamentului colateral medial este acoperit de tendonul mușchiului tibialului posterior (Musculus tibialis posterior), contribuind la formarea culisei acestui tendon. Stratul profund este format din fibre scurte și rezistente, care se inseră în sus pe vârful maleolei mediale a tibiei, iar în jos pe fața medială a talusului, sub fața maleolară medială și pe tuberculul medial al procesului posterior al talusului. Acest strat este acoperit în cea mai mare parte de stratul superficial și apare doar în partea posterioară sub forma fasciculului tibiotalar posterior.
- Fasciculul tibiotalar anterior sau partea tibiotalară anterioară a ligamentului colateral medial al articulației talocrurale (Pars tibiotalaris anterior ligamenti collateralis medialis), partea tibiotalară anterioară a ligamentului deltoidian al articulației talocrurale (Pars tibiotalaris anterior ligamenti deltoidei), ligamentul talotibial anterior (Ligamentum talotibiale anterius) este format din fibrele anterioare scurte a ligamentului colateral medial care pornesc de pe marginea anterioară și vârful maleolei mediale a tibiei și se îndreaptă în jos. El se termină pe fața medială a colului talusului.[6][1][2][3][4]

- Fasciculul tibionavicular sau partea tibionaviculară a ligamentului colateral medial al articulației talocrurale (Pars tibionavicularis ligamenti collateralis medialis), partea tibionaviculară a ligamentului deltoidian al articulației talocrurale (Pars tibionavicularis ligamenti deltoidei),  ligamentul tibionavicular (Ligamentum tibionaviculare) este constituit din fibrele anterioare a ligamentului colateral medial ce pornesc de pe marginea anterioară și vârful maleolei mediale a tibiei și se îndreaptă în jos, inserându-se cu celălalt capăt pe fața dorsală și medială a navicularului și pe marginea ligamentului calcaneonavicular plantar.[7][1][2][3][4]

- Fasciculul tibiocalcanean sau partea tibiocalcaneană a ligamentului colateral medial al articulației talocrurale (Pars tibiocalcanea ligamenti collateralis medialis),  partea tibiocalcaneană a ligamentului deltoidian al articulației talocrurale (Pars tibiocalcanea ligamenti deltoidei), ligamentul tibiocalcanean, ligamentul calcaneotibial (Ligamentum calcaneotibiale) este format din fibrele mijlocii a ligamentului colateral medial care se inseră în sus pe vârful maleolei mediale a tibiei, iar în jos pe sustentaculum tali de pe calcaneu. Fibrele anterioare ale acestui fascicul trec în ligamentul calcaneonavicular plantar (Ligamentum calcaneonaviculare plantare).[8][1][2][3][4]

- Fasciculul tibiotalar posterior sau partea tibiotalară posterioară a ligamentului colateral medial al articulației talocrurale (Pars tibiotalaris posterior ligamenti collateralis medialis), partea tibiotalară posterioară a ligamentului deltoidian al articulației talocrurale  (Pars tibiotalaris posterior ligamenti deltoidei), ligamentul talotibial posterior (Ligamentum talotibiale posterius) este format din fibrele posterioare a ligamentului colateral medial care se inseră în sus pe marginea posterioară a maleolei mediale a tibiei, iar iar în jos pe fața medială a talusului (în porțiunea cea mai posterioară) și pe tuberculul medial al procesului posterior al talusului.[9][1][2][3][4]